# Lenz (Mistelgau)
Lenz ist ein Gemeindeteil der Gemeinde Mistelgau im Landkreis Bayreuth (Oberfranken, Bayern).

## Geografie
Südlich des Weilers grenzt der Glashüttener Forst an, der mit seinen Erhebungen zur nördlichen Fränkischen Schweiz gehört. Im Norden und Osten ist der Ort von Acker- und Grünland der Landschaft Hummelgau umgeben. Eine Gemeindeverbindungsstraße führt nach Schobertsreuth (0,5 km nördlich) bzw. an Voitsreuth vorbei nach Gubitzmoos (0,9 km südöstlich).

## Geschichte
Lenz gehörte zur Realgemeinde Schobertsreuth. Gegen Ende des 18. Jahrhunderts bestand der Ort aus einem Anwesen. Die Hochgerichtsbarkeit stand dem bayreuthischen Stadtvogteiamt Bayreuth zu. Das Hofkastenamt Bayreuth war Grundherr des Gütleins mit Schenkstatt.
Von 1797 bis 1810 unterstand der Ort dem Justiz- und Kammeramt Bayreuth. Mit dem Gemeindeedikt wurde Lenz dem 1812 gebildeten Steuerdistrikt Pettendorf und der im gleichen Jahr gebildeten Ruralgemeinde Schobertsreuth zugewiesen. Mit dem Gemeindeedikt von 1818 erfolgte die Umgemeindung nach Creez. Am 1. April 1971 wurde Lenz im Zuge der Gebietsreform in Bayern in die Gemeinde Mistelgau eingegliedert.

### Einwohnerentwicklung
| Jahr      | 001822 | 001861 | 001871 | 001885 | 001900 | 001925 | 001950 | 001961 | 001970 | 001987 |
| Einwohner | 7      | †      | 7      | 17     | 21     | 18     | 29     | 21     | 18     | 18     |
| Häuser    | 1      |        |        | 3      | 3      | 3      | 3      | 3      |        | 4      |
| Quelle    | [ 5 ]  | [ 7 ]  | [ 8 ]  | [ 9 ]  | [ 10 ] | [ 11 ] | [ 12 ] | [ 13 ] | [ 14 ] | [ 1 ]  |

## Religion
Lenz ist evangelisch-lutherisch geprägt und nach St. Bartholomäus (Mistelgau) gepfarrt.